# Templos de Bhutanatha

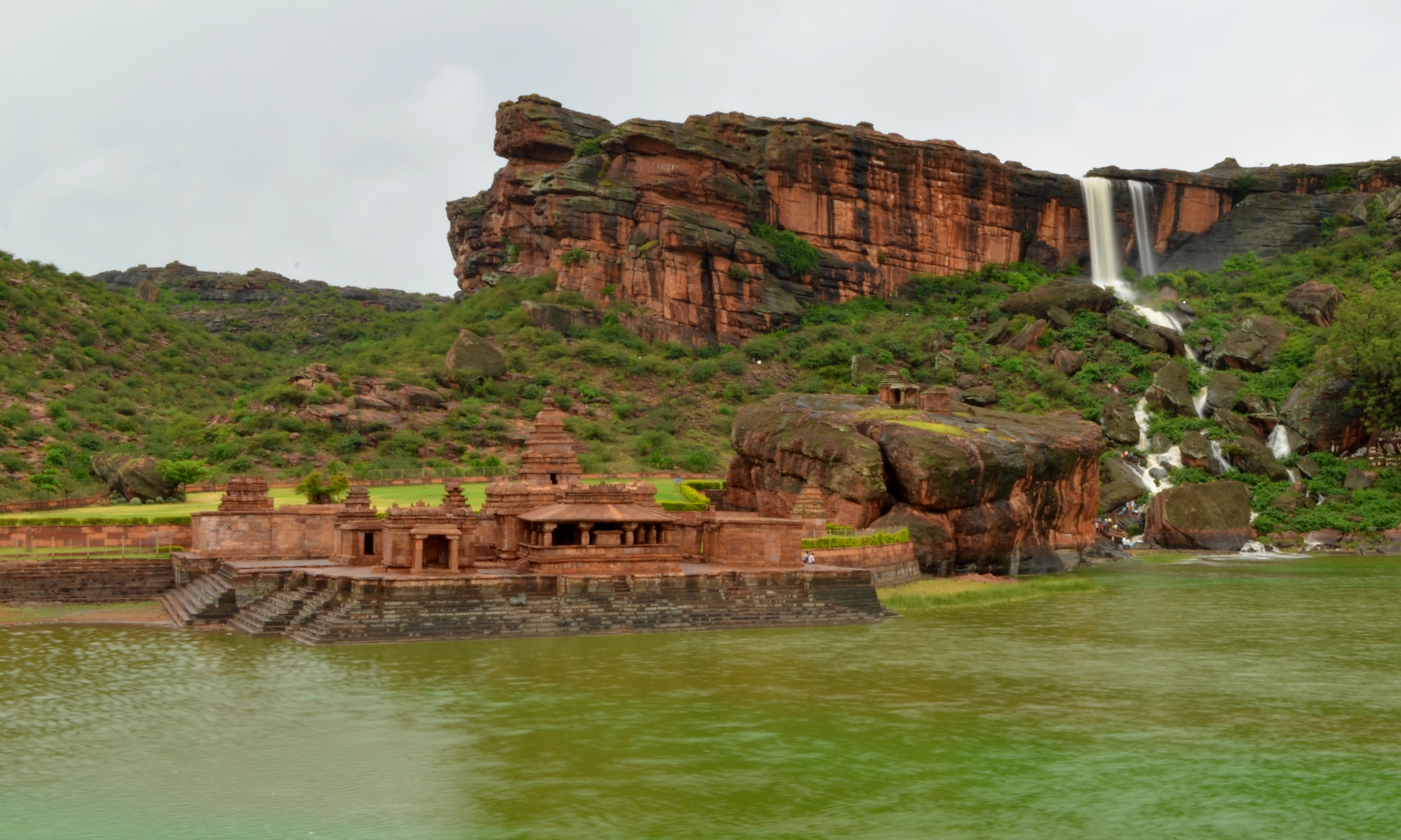
Templo de Bhutanatha en el monzón.

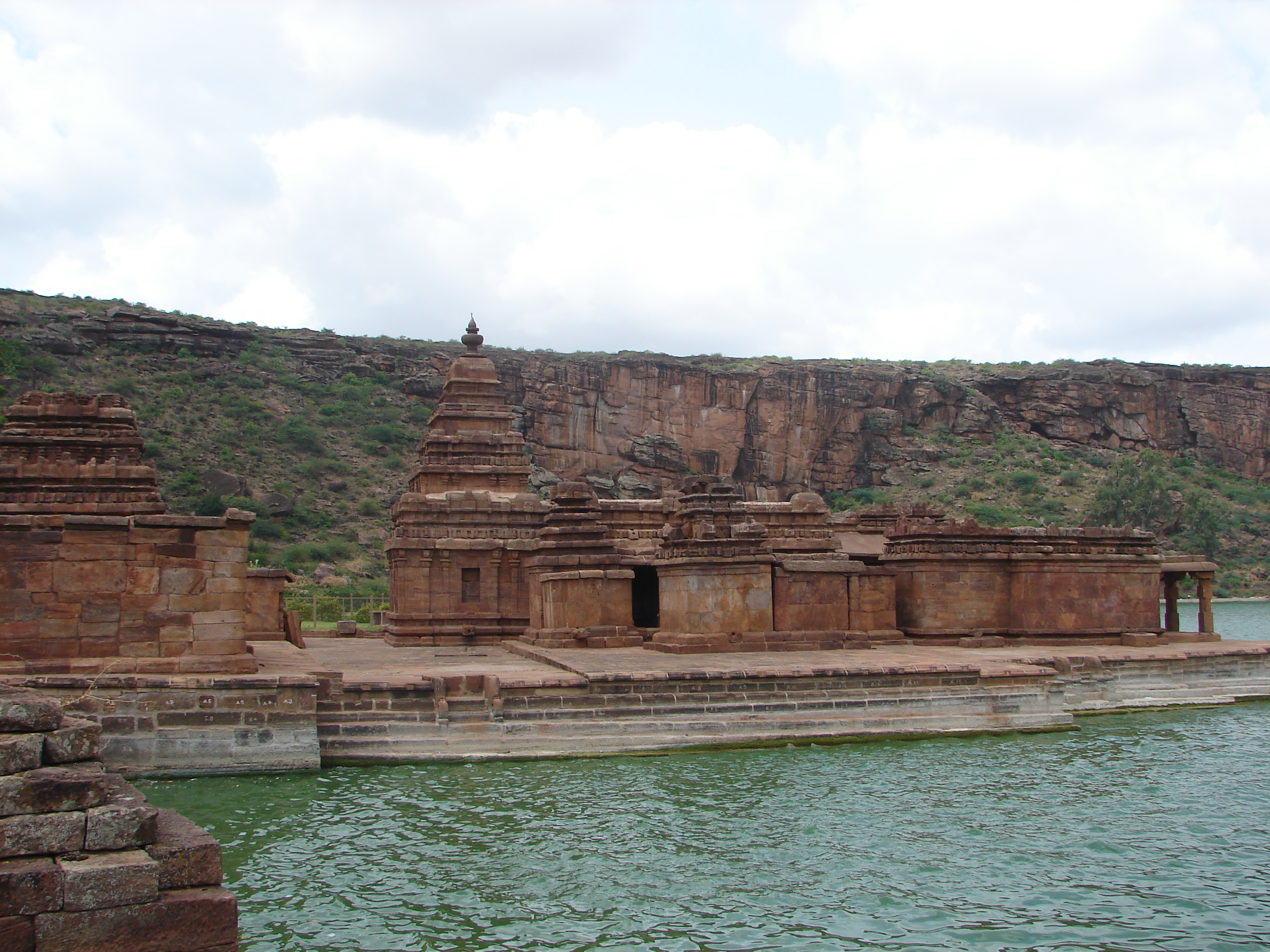
Vista posterior del complejo de templos de Bhutanatha en Badami.

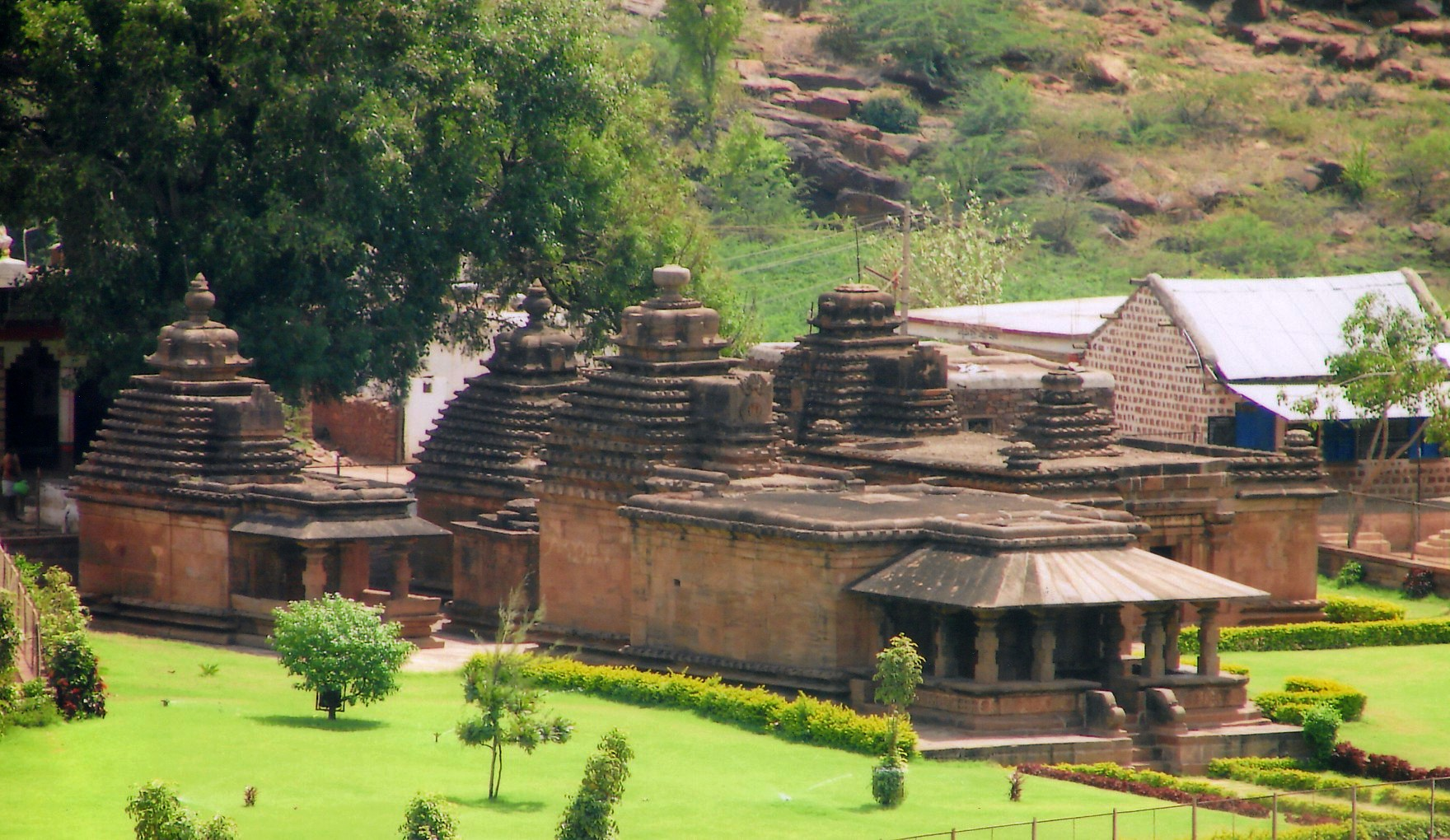
El grupo Mallikarjuna cerca del tanque en Badami, con una superestructura escalonada en forma de pirámide.

El grupo de templos de Bhutanatha es un grupo de santuarios de piedra arenisca dedicados a la deidad Bhutanatha, en la ciudad de Badami del estado de Karnataka, India. Hay dos templos principales. El Templo n.º 1, en el lado este del lago, llamado el templo Bhutanatha tiene una superestructura que se asemeja al estilo de los primeros tiempos del sur de la India o al estilo del norte de la India con su mandapa abierta (sala o veranda) que se extiende en el lago, mientras que el Templo n.º 2 más pequeño en el lado noreste del lago, a veces llamado el grupo de templos Mallikarjuna, tiene una superestructura escalonada, comúnmente encontrada en las construcciones de los chalukya occidentales. El santuario interior y la mandapa (sala) del Templo n.º 1 fueron construidos a finales del siglo VII, durante el reinado de los chalukia. Mientras que el mandapa exterior, frente al tanque de Badami, se completó durante el Imperio de los chalukya occidentales del siglo XI. De ahí que el templo de Bhutanatha contenga formas arquitectónicas de diferentes períodos. Los estudios muestran que estos arquitectos de chalukya occidental podrían haber pertenecido al mismo taller de la fase temprana, que más tarde construyó el cercano templo de Yellamma y el grupo de templos de Mallikarjuna.

## Plano del templo
En el salón interior del templo de Bhutanatha, un pesado arquitrabe sobre las columnas divide el salón en una nave central y dos pasillos. Los pilares son enormes y los ventanaless en el techo de la nave están decorados con una roseta de loto. Las ventanas traen una luz tenue al mandapa interior.[3] A cada lado del pie de la puerta del santuario hay una imagen de la diosa Ganga en su vehículo, la makara, a la derecha, y a la izquierda, la de la diosa Iamuna montando la tortuga. No hay ningún bloque de dedicatoria en el dintel que indique a qué deidad fue la dedicatoria inicial. El Shiva linga del santuario parece ser una adición posterior después de que la deidad original en el santuario fue eliminada.
El templo está sin terminar y en la base de la superestructura (Shikhara), hay vestigios de la arquitectura jainista. Los nichos de imágenes en la pared del santuario y la sala están ahora vacíos, aunque algunos elementos decorativos como los makharas (bestia mítica) con largas colas todavía permanecen[6]. Al norte de la sala hay un pequeño santuario que fue originalmente consagrado para Vishnu. Tras posteriores modificaciones jainistas, el templo fue finalmente tomado por los seguidores del lingayatismo que construyeron una sala exterior e instalaron un Nandi (vehículo de Shiva) y un lingam de Shiva en el interior del santuario.
El grupo de Mallikarjuna exhibe características topológicas popularizadas por los arquitectos de chalukya occidental, incluyendo paredes lisas, aleros en ángulo sobre la mandapa (sala) abierta y superestructuras en forma de pirámide hechas de hileras horizontales estrechamente espaciadas.